# Vajravarahi

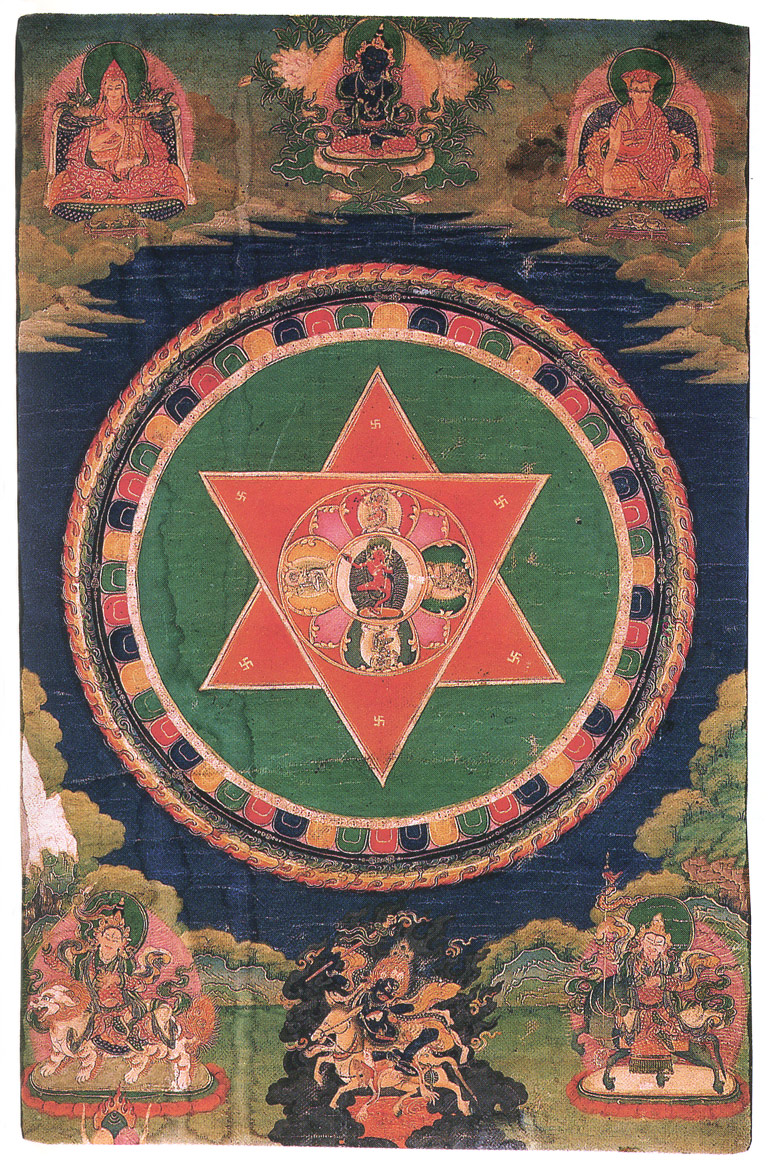
„Vajravarahi Mandala“ (Tibet, 19. Jh.)

Vajravarahi (Sanskrit: Vajravârâhî; tibetisch: rdo rje phag mo (Dorje Phagmo); „Diamantsau“) ist eine tantrische Gottheit des Vajrayana. Sie gilt als eine besondere Erscheinungsform von Vajrayogini und hat insbesondere in der Kagyü-Schule große Bedeutung. In den Blauen Annalen (Ausgabe Roerich, 1949–1953, p. 390) wird festgestellt, dass die meisten tibetischen Yogis in die Praxis der Vajravârâhî und ihrer sechs Texte, das heißt Yogas, eingeweiht seien. 
Sie erscheint als Sambhogakaya-Form in roter Farbe und hält das für Dakinis übliche Haumesser in der Rechten, eine Schädelschale in der Linken, in der Armbeuge hält sie einen mit einem Dorje gekrönten tantrischen Stab. Aus dem Scheitel ihres Kopfes erscheint der für Vajravarahi typische Schweinekopf. Die Dakini Dorje Phagmo war im vierten Jahrhundert Ausgangspunkt für die Übertragung des Chakrasamvara-Tantra (tib. Khorlo Demchog). 
Chakrasamvara und Vajravarahi werden als Buddhas angesehen, die ein Yab-Yum Paar bilden.
Den Gelug-Meistern und einigen Kagyü-Meistern zufolge lässt sich das Anuttarayoga-Tantra in zwei Unterteilungen gliedern: das Vater-Tantra (tib. pha-rgyud) und das Mutter-Tantra (tib. ma-rgyud). Sowohl Chakrasamvara (tib. ‘Khor-lo bde-mchog) als auch Hevajra (tib. Kyai rdo-rje) und Vajrayogini (tib. rDo-rje rnal-‘ byor-ma) gehören demnach zu den Mutter-Tantras.
Im nichttantrischen Buddhismus ist ein Schwein Bestandteil des innersten Zentrums des Lebensrades, wo es Verblendung bzw. Unwissenheit symbolisiert.
Nach Jonathan Landaw/Andy Weber entspricht die Tatsache, dass Vajravarahis Kopf manchmal mit einem Schweinekopf geschmückt ist, einem charakteristischen Grundzug in der Bildwelt des Vajrayana: die Eigenschaften, die durch eine bestimmte Gottheit überwunden werden, erscheinen symbolisch als Attribute dieser Gottheit.